# Lia Boysen
Lia Marika Boysen, es una actriz sueca conocida por haber interpretado a Vera en la película Sök.

## Biografía
Es hija de padre danés y madre sueca.
Es sobrina de la actriz sueca Madeleine Hatz y de la arquitecta Elizabeth Hatz, su abuelo fue el pintor y artista sueco Felix Hatz.
Su bisabuelo fue Carl Gotthard Bonde, también es pariente de Carl Jedvard Bonde.
En 1997 se casó con el actor sueco Anders Ekborg, la pareja tuvo dos hijas Channa Ekborg y Dina Ekborg, lamentablemente se divorciaron en el 2012.

## Carrera
Lia ha participado en lecturas de libros de audio entre ellos: "Bedragen" (escrito por Katerina Janouch) y "Asyl and Gömda" (escrito por Liza Marklund). 
En el 2001 apareció en la película sueca Livvakterna donde interpretó a Jeanette, la esposa de Sven (Samuel Fröler).
En 2015 se unió al elenco de la serie sueca Jordskott donde da vida a Gerda Gunnarsson, la secretaria de Johan Thörnblad (Lars-Erik Berenett), el dueño de la empresa maderera "Thörnblad Cellulosa", hasta ahora.

## Filmografía

### Series de televisión
| Año                         | Título                     | Personaje        | Notas        |
| --------------------------- | -------------------------- | ---------------- | ------------ |
| 2007, 2012, 2016 - presente | Der Kommissar und das Meer | Anna Norum       | 3 episodios  |
| 2015 - presente             | Jordskott                  | Gerda Gunnarsson | 10 episodios |

### Películas
| Año  | Título      | Personaje | Notas |
| ---- | ----------- | --------- | --- |
| 2006 | Sök         | Vera      | junto a Amanda Ooms, Kalle Westerdahl, Mikael Persbrandt, Ulrika Malmgren, Pernilla August, Jonas Malmsjö y Linus Tunström    |
| 2001 | Livvakterna | Jeanette  | junto a Jakob Eklund, Samuel Fröler, Christoph M. Ohrt, Marie Richardson, Alexandra Rapaport, Krister Henriksson y Per Burell |

## Premios y nominaciones
| Año  | Categoría               | Premio          | Películas      | Resultado |
| ---- | ----------------------- | --------------- | -------------- | --------- |
| 2007 | Best Supporting Actress | Guldbagge Award | Sök            | Ganó      |
| 2001 | Best Actress            | Guldbagge Award | Det nya landet | Nominada  |